# Rhophitulus callurus
Rhophitulus callurus là một loài Hymenoptera trong họ Andrenidae. Loài này được Cockerell mô tả khoa học năm 1918.